# Himerta picea
Himerta picea là một loài tò vò trong họ Ichneumonidae.